# Бутенко, Леонид Яковлевич
Леонид Яковлевич Бутенко (1924, город Николаев — ?) — советский государственный деятель, 1-й секретарь Одесского городского комитета КПУ. Депутат Верховного Совета УССР 8-9-го созывов. Кандидат в члены ЦК КПУ в 1971 — 1981 г.

## Биография
С 1944 г. — служба в Советской армии. Участник Великой Отечественной войны.
Образование высшее. Окончил Николаевский кораблестроительный институт.
С 1950 г. — мастер, технолог, старший мастер, старший конструктор, начальник бюро технического контроля судостроительного завода в городе Молотовске (Северодвинске) Архангельской области РСФСР.
Член КПСС с 1953 года.
В 1959 — 1962 г. — начальник отдела, заместитель начальника специального конструкторского бюро, секретарь партийной организации Одесского завода холодильного машиностроения.
В 1962 — 1970 г. — секретарь, 2-й секретарь Ильичевского районного комитета КПУ города Одессы, 1-й секретарь Приморского районного комитета КПУ города Одессы.
В 1970 — после 1977 г. — 1-й секретарь Одесского городского комитета КПУ.

## Награды
- орден Отечественной войны 1-й ст. (6.04.1985)
- ордена
- медали

## Семья
- Сын: Бутенко Леонид Леонидович — врач-травматолог, доктор медицинских наук.